# شاهین‌بی‌لر (سینجیک)
شاهین‌بی‌لر (انگلیسی: Şahinbeyler) یک منطقه مسکونی در ترکیه است که در استان آدیامان و در ناحیه سینجیک واقع شده است.